# Microrégion de Curitibanos
La microrégion de Curitibanos est l'une des deux microrégions qui subdivisent la mésorégion de Serrana de Santa Catarina dans l'État de Santa Catarina au Brésil.
Elle comporte douze municipalités qui regroupaient 122 656 habitants après le recensement de 2010 pour une superficie totale de 6 507 km2.

## Municipalités
- Abdon Batista
- Brunópolis
- Campos Novos
- Curitibanos
- Frei Rogério
- Monte Carlo
- Ponte Alta
- Ponte Alta do Norte
- Santa Cecília
- São Cristóvão do Sul
- Vargem
- Zortéa